# Colegiales (Buenos Aires)
Colegiales es uno de los barrios en que se encuentra dividida la ciudad de Buenos Aires, Argentina.  
Está delimitado por avenida de los Incas, avenida Elcano, Virrey del Pino, avenida Cabildo, Jorge Newbery, avenida Crámer, avenida Dorrego, avenida Álvarez Thomas y avenida Forest. Limita con los barrios de Belgrano al norte, Palermo al este, Chacarita al sur, y Villa Ortúzar al oeste.
Tiene una superficie de 2,29 km² y 52 391 habitantes según el censo de 2001. Su densidad poblacional es de 22 878,1 habitantes/km².
El barrio se subdivide por el ferrocarril Mitre en dos zonas: el lado sur de las vías es de casas residenciales y es el área comúnmente asociada a Colegiales; mientras que el norte es de edificios y comercios, por lo que a veces es confundida con el barrio aledaño de Belgrano.
Un estudio realizado en 2009 por el Centro de Estudios Distributivos, Laborales y Sociales de la Universidad Nacional de La Plata (CEDLAS), determinó que Colegiales era el barrio con mejor calidad de vida de la ciudad, seguido por San Nicolás y Villa Ortúzar.

## Historia

### La Chacarita de los Colegiales
La historia de Colegiales está ligada a la de los barrios de Chacarita y Villa Ortúzar ya que los tres formaban parte de una antigua estancia jesuítica, que pertenecía a la Compañía de Jesús. En efecto, en 1608 el gobernador de Buenos Aires, Hernando Arias de Saavedra, más conocido como Hernandarias, otorgó a esa orden religiosa terrenos en parte de lo que hoy son esos barrios. Desde 1614 hasta 1746 los jesuitas se hicieron dueños de más tierras hasta completar unas 2700 hectáreas conocidas como "La Chacarita"  («Chácara» es un vocablo antiguo, de origen quechua o aimara, que se utilizaba con el significado de «huerta», y que con el tiempo se modificó por «chacra»). Los antiguos caminos que facilitaban la comunicación a los religiosos se transformaron con el tiempo en el actual trazado de las principales avenidas, tal es el caso de Álvarez Thomas, Federico Lacroze, y Dorrego.
Como ese predio tenía instalaciones en donde pasaban sus vacaciones los alumnos del Colegio San Ignacio (Luego Colegio Real San Carlos y hoy Colegio Nacional de Buenos Aires), la zona era denominada popularmente, desde el siglo XVII, como La Chacarita de los Colegiales. El escritor Miguel Cané en su obra maestra Juvenilia (1884), cuenta todas sus experiencias vividas en ese colegio y en un capítulo menciona una anécdota ocurrida mientras estaba de vacaciones estudiantiles en dicho lugar, sobre un arroyo que circulaba por la actual avenida Elcano.
Desde su conformación, uno de los principales caminos que unía el centro de Buenos Aires con la Chacarita, era el Camino del Norte (hoy avenida Cabildo). Cuando llegaba el estío, los alumnos del Colegio San Ignacio, montando y jineteando, abandonaban la ciudad y se dirigían a la Chacarita de los Colegiales para veranear. Aquellos jóvenes avanzaban por el Camino del Norte, hasta el actual barrio de Colegiales, donde utilizaban otro camino que los alcanzaba hasta la Chacarita. Los vecinos comenzaron a denominar ese camino secundario como "De los Colegiales", lo que hoy en día es la actual Avenida Federico Lacroze.
Durante varios años, el barrio de Colegiales estuvo bajo la jurisdicción del Municipio de Belgrano y recién en 1887, cuando dicho pueblo se anexa a la Capital, este barrio pasa a formar parte de la Ciudad de Buenos Aires.
De acuerdo a la Ley de Comunas de la ciudad de Buenos Aires, Colegiales ha pasado a integrar la Comuna 13, junto a los barrios de Belgrano y Núñez.

### El ferrocarril

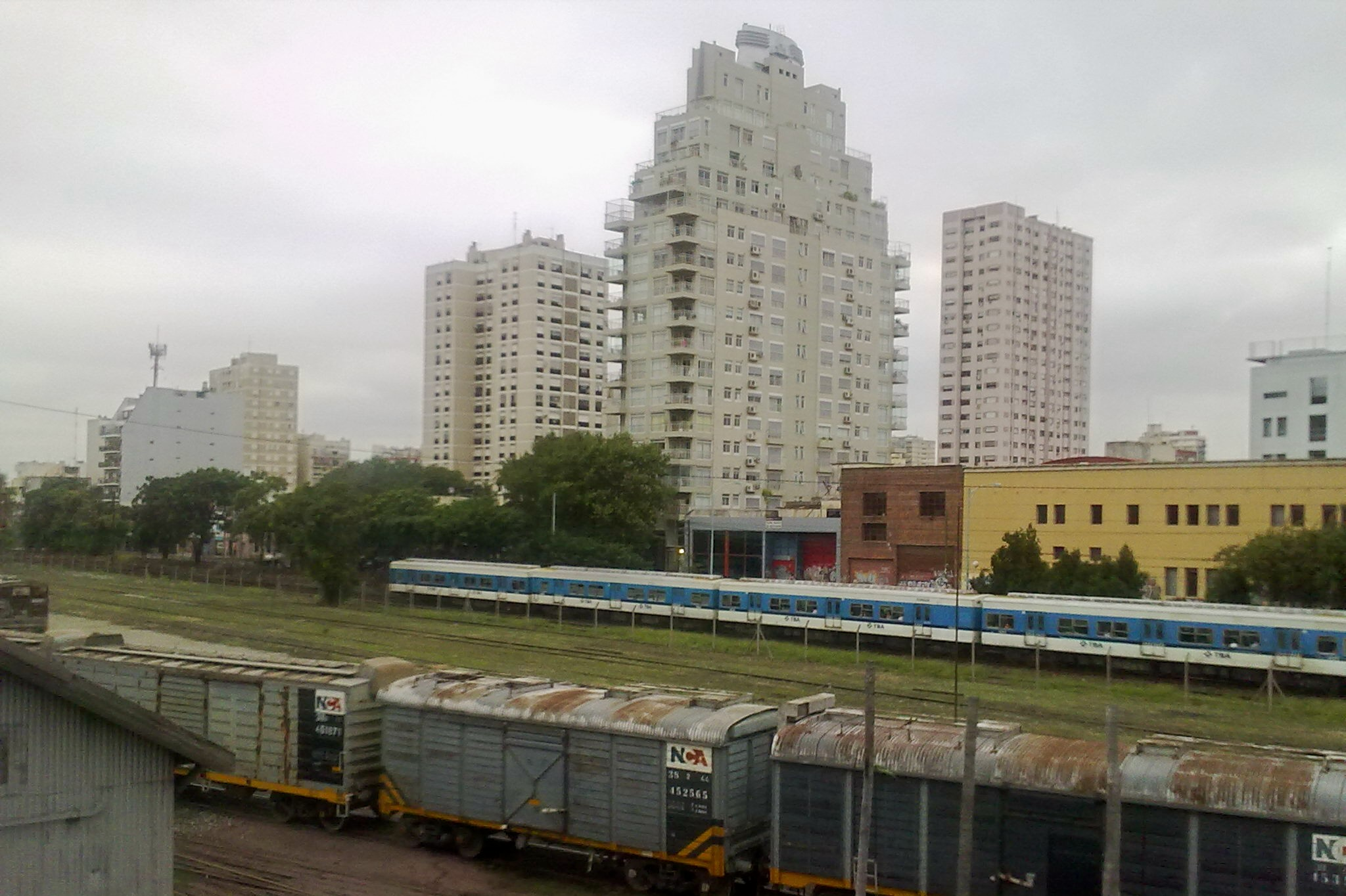
Playa de Maniobras de la Estación Colegiales.

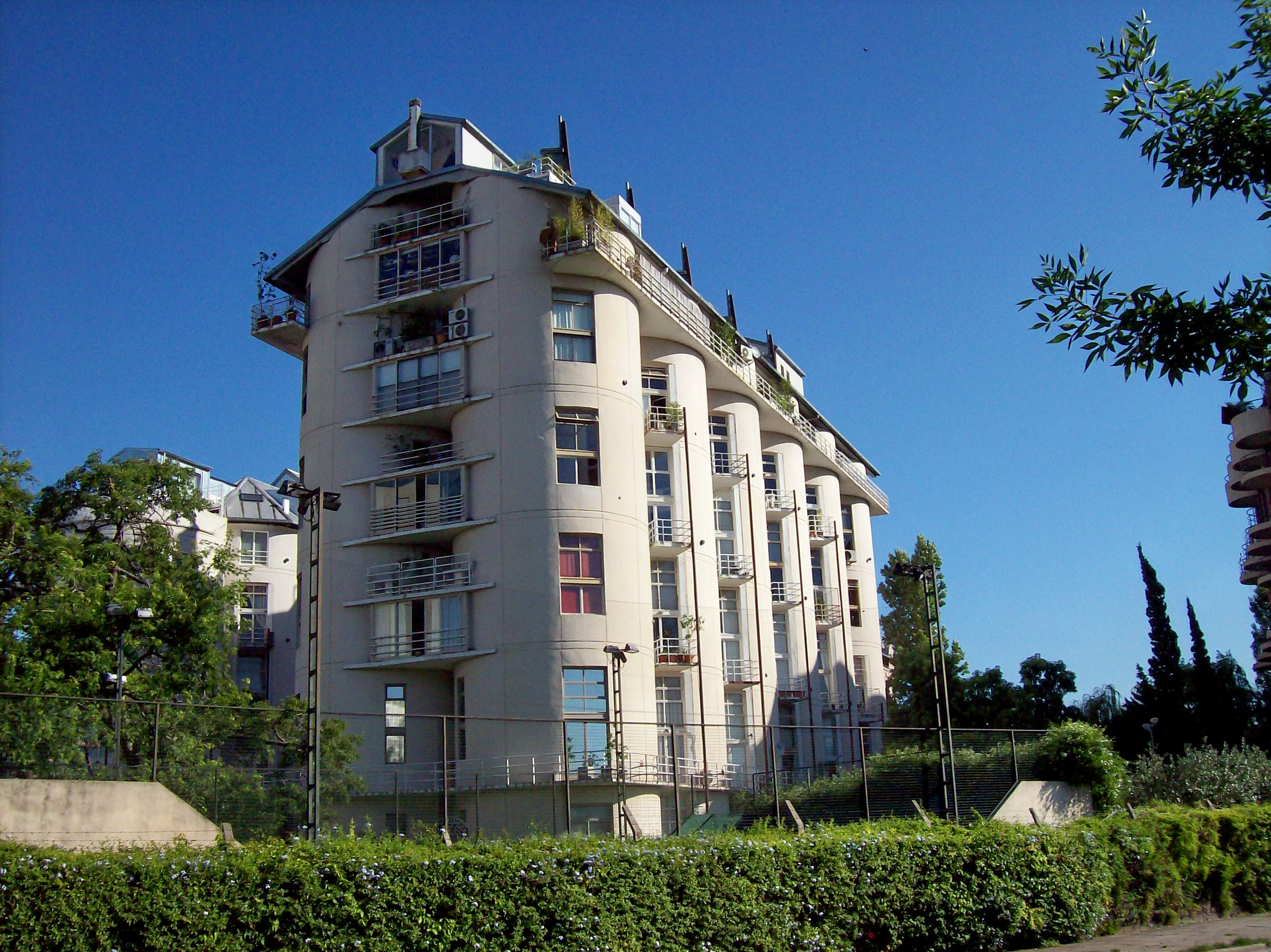
Viejos silos reconvertidos en modernos edificios de vivienda.

En la  década de 1870, los pasajeros del litoral que deseaban llegar a Buenos Aires en conexión con el ferrocarril, debían surcar el río Capitán (hoy Sarmiento) hasta el Tigre y allí tomar el F.C.N. que los conduciría hasta el centro de la ciudad, pero muchas veces este río no tenía el calado necesario para permitir el paso de las embarcaciones.
Conocedor de esta problemática, el empresario don Guillermo Matti concibió la idea de construir un ferrocarril que uniera Buenos Aires con Campana, salvando las bajadas del río Capitán. La construcción de este ferrocarril se inició en 1872. La traza partiría de la Estación Central, avanzando por vías ajenas hasta la zona de Recoleta, en donde comenzaba su propia vía en dirección hacia la zona alta del pueblo de Belgrano (hoy Belgrano “R”), para luego enfilar hacia el pueblo de San Martín, donde la empresa construiría sus talleres y depósitos. La línea se internaría luego en un inmenso bañado de aproximadamente 40 kilómetros de largo, hasta llegar finalmente a la ciudad de Campana. Los servicios entre Buenos Aires y Campana se iniciaron en 1876 y diez años después se extendían hasta la ciudad de Rosario, destacado hecho que permitió unir a Buenos Aires con el resto de la red ferroviaria nacional que, partiendo desde Rosario, llegaba ya a las provincias de Córdoba, San Luis, Tucumán, Mendoza, San Juan, Santiago del Estero, Salta y Catamarca.
En el barrio de Colegiales, el ferrocarril tuvo una presencia destacada, aunque no tanto por su estación de pasajeros, sino más bien por las inmensas playas de maniobra que se construyeron dentro del barrio. La más destacada es la playa de cargas de la propia estación Colegiales, actualmente operada por la empresa Nuevo Central Argentino, que abarca aproximadamente unas 9 manzanas. Sin embargo, al sur de la Avenida Federico Lacroze se levantaba otra playa de maniobras, en un sector delimitado por las calles Matienzo, Álvarez Thomas, Dorrego y la vía principal del Ferrocarril Mitre.
Hasta el siglo XIX, en esa zona cercana al arroyo Maldonado, límite natural entre los partidos de Belgrano y el de Buenos Aires, no había más que numerosas quintas. Unos años después, los distintos ferrocarriles habían ido demarcando lo que sería este polígono: al sur se levantaron los viaductos del Ferrocarril Pacífico (hoy San Martín), al Nordeste aparecieron los terraplenes del Ferrocarril a Rosario (hoy Mitre) y años después, se construyó una vía de carga para unir las estaciones Villa Crespo y Colegiales. 

### Primeras grandes empresas
La presencia del ferrocarril atrajo a numerosas empresas, que se alzaron alrededor de ésta playa de maniobras: En 1921 la Sociedad Minetti y Cia. Ltda., Industrial y Comercial inició la construcción de su molino harinero "Buenos Aires" sobre la calle Dorrego y en 1928 amplió sus instalaciones con nuevos silos. Otra empresa destacada de la zona fue la Manufactura Algodonera Argentina, cuyo edificio ("La Algodonera") ocupaba una manzana entera: allí se elaboraban productos textiles con fardos de algodón traídos por medio del ferrocarril desde el norte del país. Los trenes algodoneros ingresaban en esta playa de maniobras y depositaban su mercadería en dos grandes galpones que estaban sobre la calle Álvarez Thomas.
La aparición de estas industrias generó una sinergia que desembocó en la aparición de nuevos emprendimientos: Enfrente al molino Minetti, sobre Dorrego, surgió la fábrica de fideos Letizia, mientras que cerca de la Avenida Juan B. Justo surgía una docena de fraccionadoras de vino, principal producto traído por el Ferrocarril San Martín.
En 1930 se instaló el Mercado Concentrador Municipal Dorrego, lugar en el que los quinteros de la zona llevaban sus productos.

### La villa y su erradicación

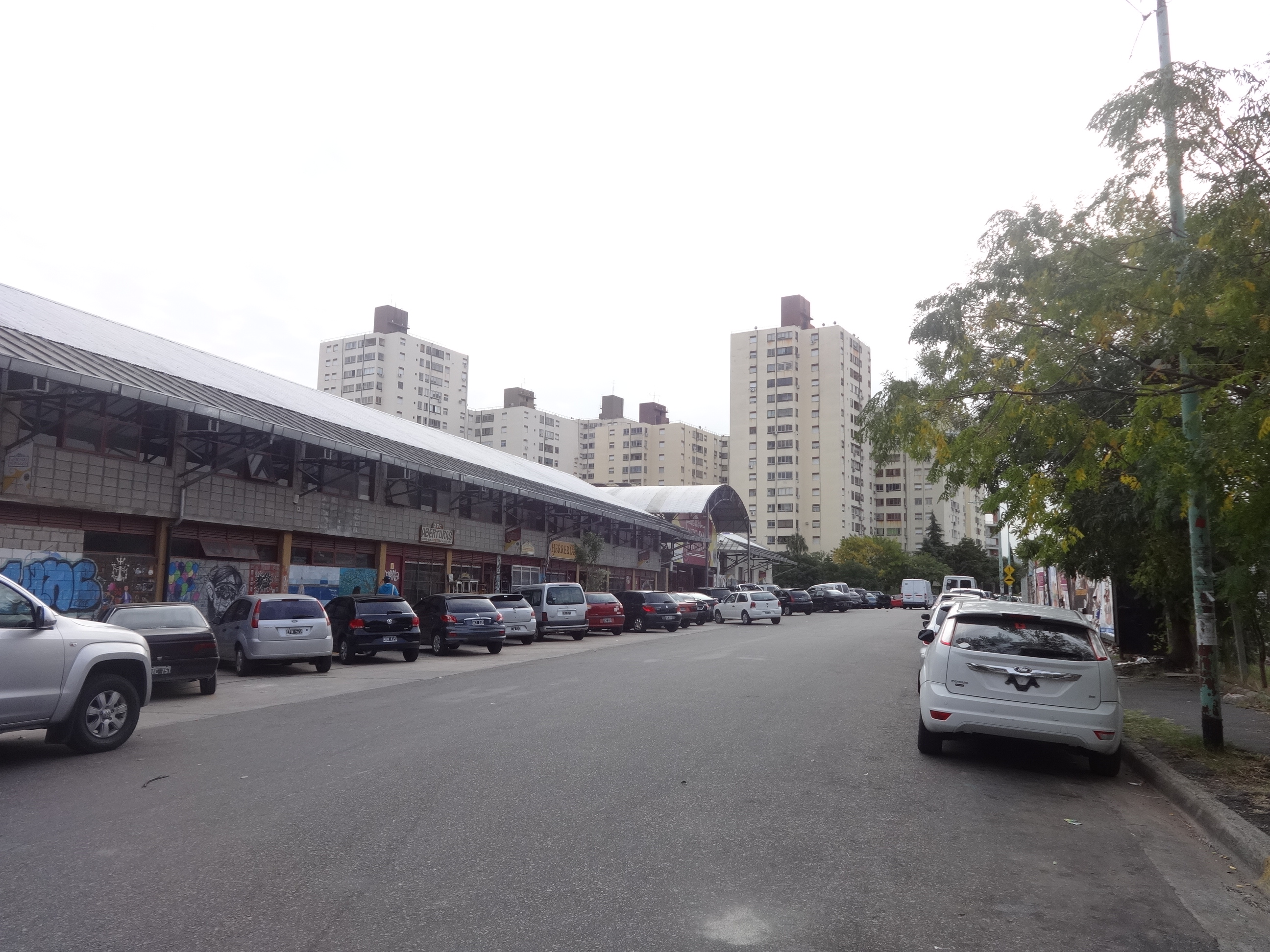
En la zona de la antigua playa de maniobras ferroviarias hoy se encuentran el Mercado de Pulgas (izq.), un conjunto de torres de vivienda pública y la Plaza Mafalda.

Paralelamente a la industrialización surgieron las villas miseria, con habitantes provenientes del interior o de países limítrofes que buscaban trabajo en las grandes ciudades. La Villa de Colegiales (oficialmente conocida como Villa N.º 30) se instaló en la playa de maniobras del sector sur y llegó a tener 10 000 vecinos. Sin embargo, en los años ´70 la situación cambió por completo, al iniciarse el proceso de des-industrialización: tanto las fábricas como el Molino Minetti cerraron sus puertas y desde el Gobierno de la Ciudad, dirigido por el Intendente Osvaldo Cacciatore se inició la erradicación de las villas miseria. Junto con la Villa del Bajo Belgrano, la de Colegiales fue una de las primeras en desaparecer, aunque esto no implicó la plena integración de este territorio con el resto del barrio, ya que se priorizó la ubicación de equipamientos en lugar de viviendas lo que siguió generando una suerte de fuelle entre los barrios de Colegiales y Palermo: sobre la ex playa de maniobras hoy se levanta una universidad privada (Facultad de Ciencias Agrarias de la Universidad Católica Argentina), una unidad de transferencia del CEAMSE, un polideportivo municipal, una estación transformadora de electricidad, una transmisora de televisión (Canal 9) y algunos monoblock de vivienda.
A partir de los años ´90 esta parte del barrio comenzó a desarrollarse fruto del crecimiento de su vecino Palermo Hollywood y de la transformación de los viejos silos y fábricas en elegantes y modernos "lofts" de viviendas, como ocurrió con los Molinos Minetti o como en el Edificio La Algodonera.

## Lugares de interés
En la década de 1960 se inauguró el principal centro de salud del barrio: el Sanatorio Colegiales, el cual se emplaza en la calle Conde (al 851).
A media cuadra, también sobre la calle Conde, se encuentran las instalaciones de la radio FM Metro (95.1 MHz).
Desde 2012, casi en la intersección de las avenidas Lacroze y Álvarez Thomas existe un teatro para 1500 personas (Antiguo Teatro Argos o Colegiales) el cual es gerenciado por la multimedios Vorterix y desde donde transmite la radio Vorterix Rock.
El Mercado de Pulgas abrió sus puertas en 1988, es un punto de interés característico de Colegiales donde se venden muebles antiguos, iluminación y elementos de decoración entre otras cosas. Está ubicado en la manzana ubicada en Av. Álvarez Thomas, Av. Dorrego, Concepción Arenal y General Enrique Martínez.

## Vecinos Notables
- Frank Brown, payaso, acróbata y empresario
- Lazlo Joseph Biro, también conocido como Ladislao Biro, inventor de la lapicera bolígrafo y otras innovaciones;
- Mariana Arias, modelo, periodista y actriz de alcance nacional e internacional;
- Olga Edith "Judith" Gabanni, actriz de teatro y televisión;
- Antonio Tormo, músico folclórico;
- Julieta Zylberberg, actriz cinematográfica, teatro y televisión;
- Teresa Parodi, música folclórica;
- Quino: El famoso humorista gráfico, creador de Mafalda, residió en Colegiales.
- Pepe Soriano: Actor argentino de renombre, vivió en el barrio.
- Susana Campos y Rudie Carrie: Actriz y actor, respectivamente, también fueron vecinos de Colegiales.
- Zulma y Virginia Faiad: Actrices de revista, conocidas por su participación en espectáculos teatrales.
- Carmencita Molinari: La primera bailarina de tango, pareja de "El Cachafaz", también vivió en Colegiales.</ref>

## 21 de septiembre, día del barrio
Antiguamente a la zona del barrio se la llamaba “Chacarita de los Colegiales”, por ser la chacra o quinta en la que alumnos del Colegio Nacional Buenos Aires pasaban sus vacaciones veraniegas y dado que el 21 de septiembre de cada año se celebra el día de los estudiantes en la Argentina, sobre la base de lo decidido por la Junta de Estudios Históricos de Chacarita y Colegiales, se instituyó dicha fecha como el "Día del Barrio de Colegiales" (ley 1.060, sancionada el 18/09/2003, de la legislatura de la Ciudad Autónoma de Buenos Aires).
Además, como Miguel Cané alude a aquellas vacaciones escolares en su libro “Juvenilia”, pues él mismo tomó parte de las mismas, y dado que 1863 fue el año en que él ingresó al Nacional Buenos Aires, la ley declara simbólicamente al 21 de septiembre de 1863 como el día del nacimiento del barrio.
Existió, sin embargo, otra postura dentro de la mencionada Junta de Estudios Históricos que no fue tenida en cuenta pero que consideraba que el día correcto de fecha de fundación del barrio debió haber sido el 16 de octubre de 1888. Ese día, una Ley de la Nación autorizó al Poder Ejecutivo a lotear y vender los terrenos de lo que hasta entonces se conocía como Chacarita de los Colegiales. Los que estaban a favor de esta postura alegaban que en 1863 solo existía en la zona una "tierra llana sin habitantes ni vínculos que lo sostengan", pero se prefirió una "fecha novelesca, sensible, y despojada de rigor histórico».

## Imágenes

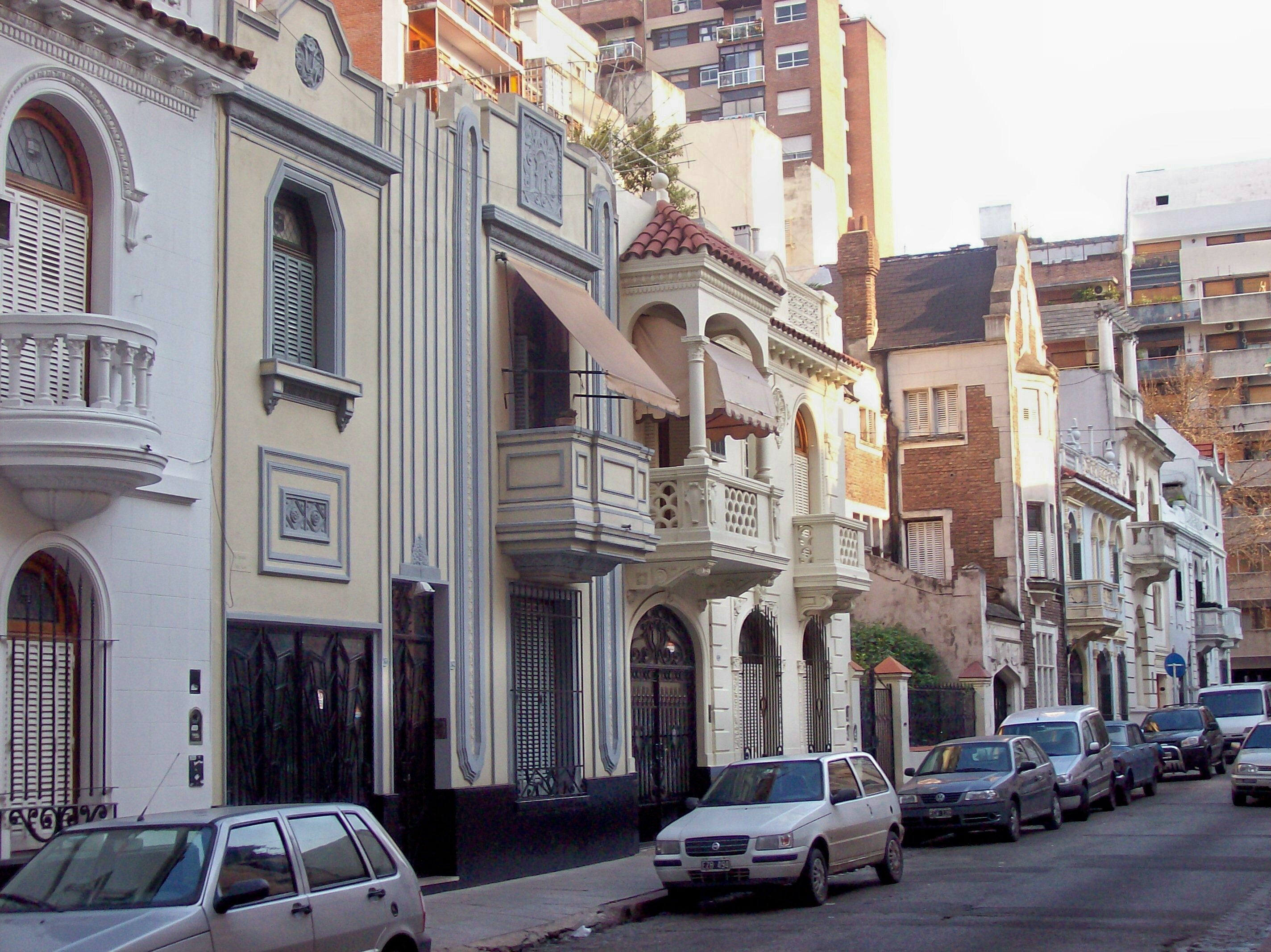
Calle Gorostiaga al 2400
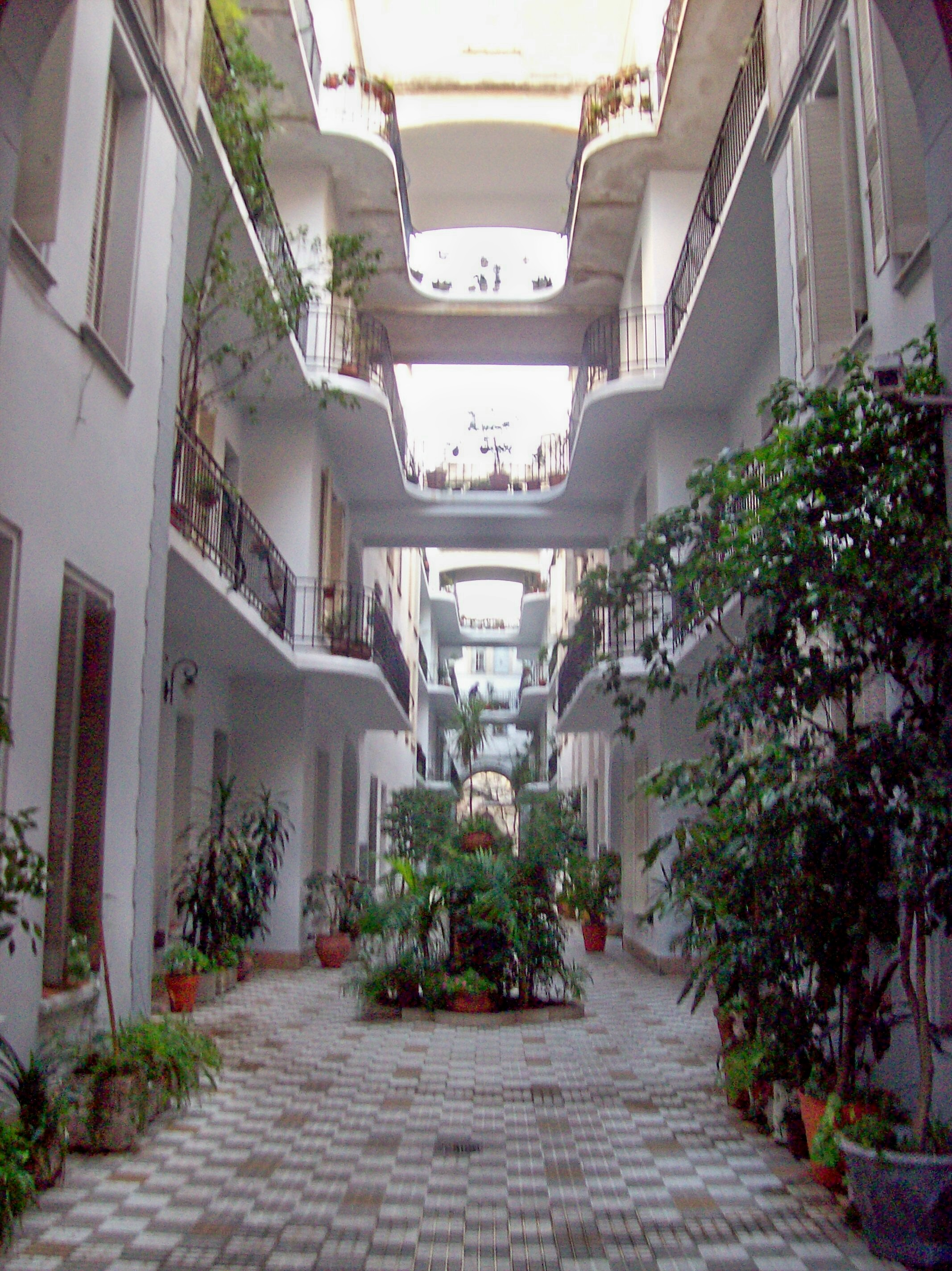
Pasaje General Paz, entre Ciudad de la Paz 561 y Zapata 552
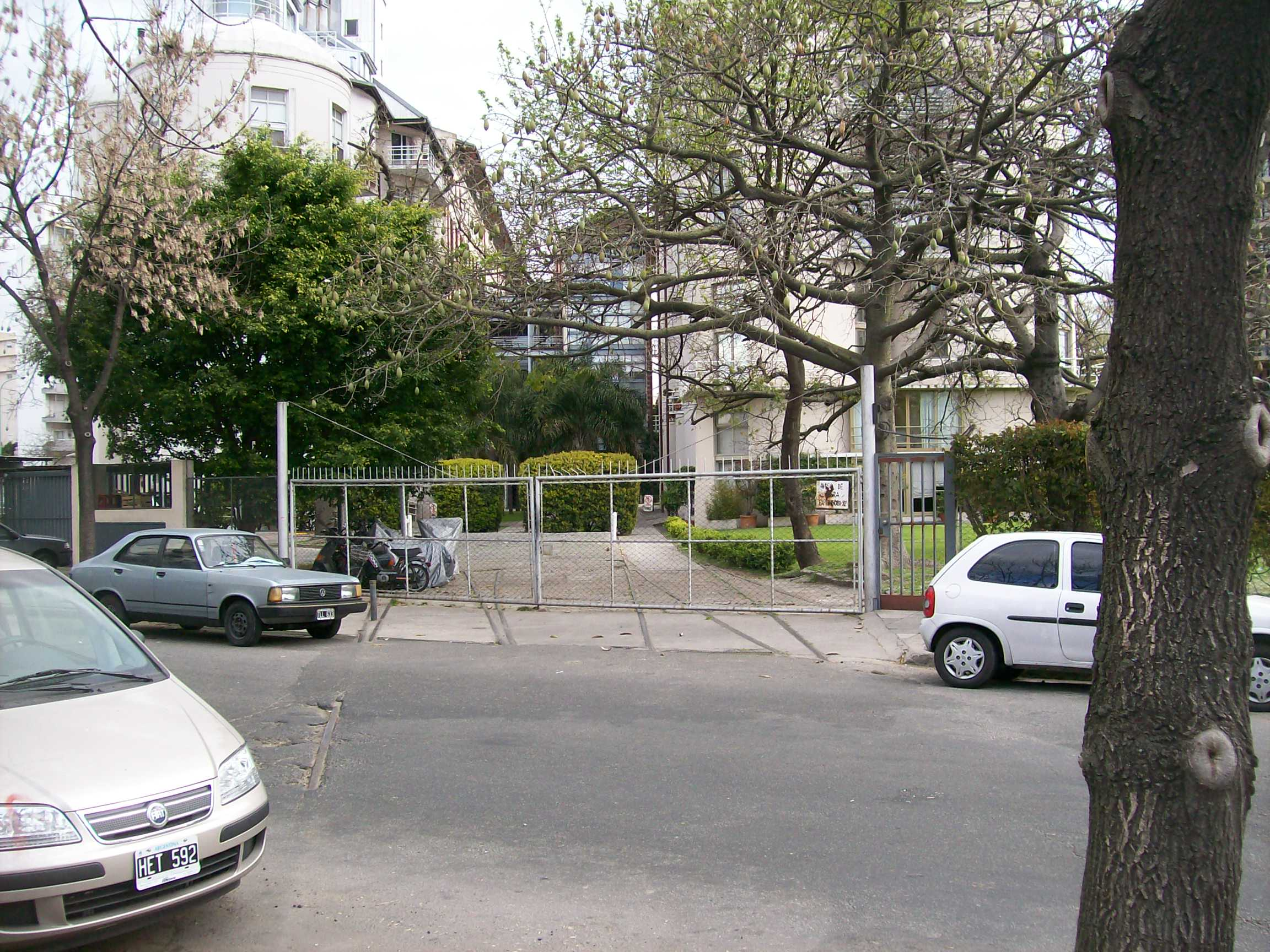
Vías muertas en el ingreso a los viejos silos Minetti
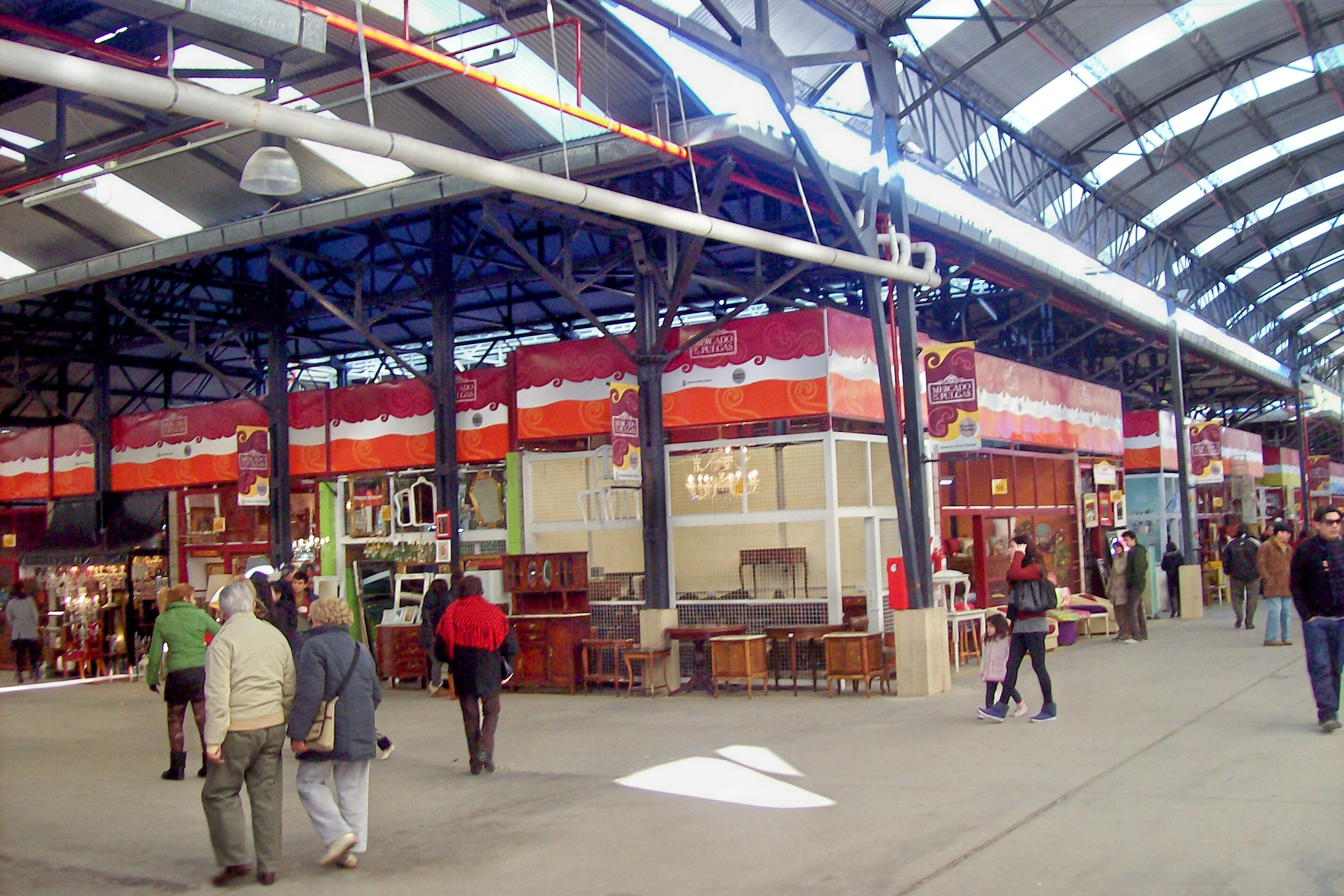
Mercado de las Pulgas
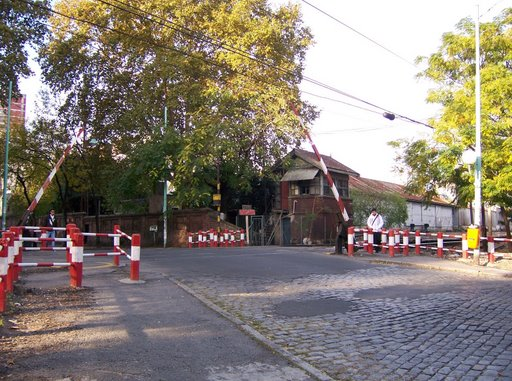
Paso a nivel de la calle Virrey Avilés
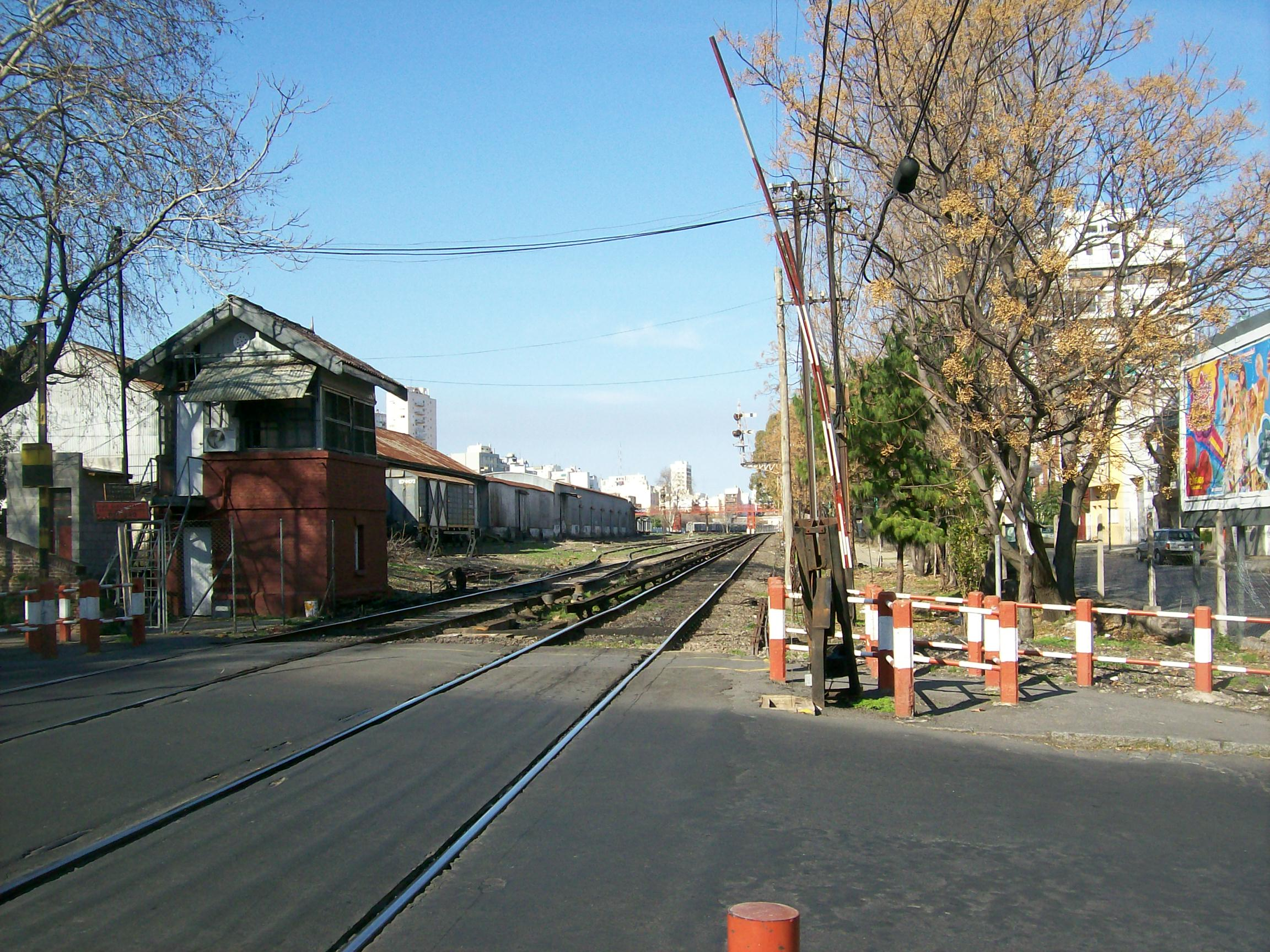
Paso a nivel de la calle Virrey Avilés
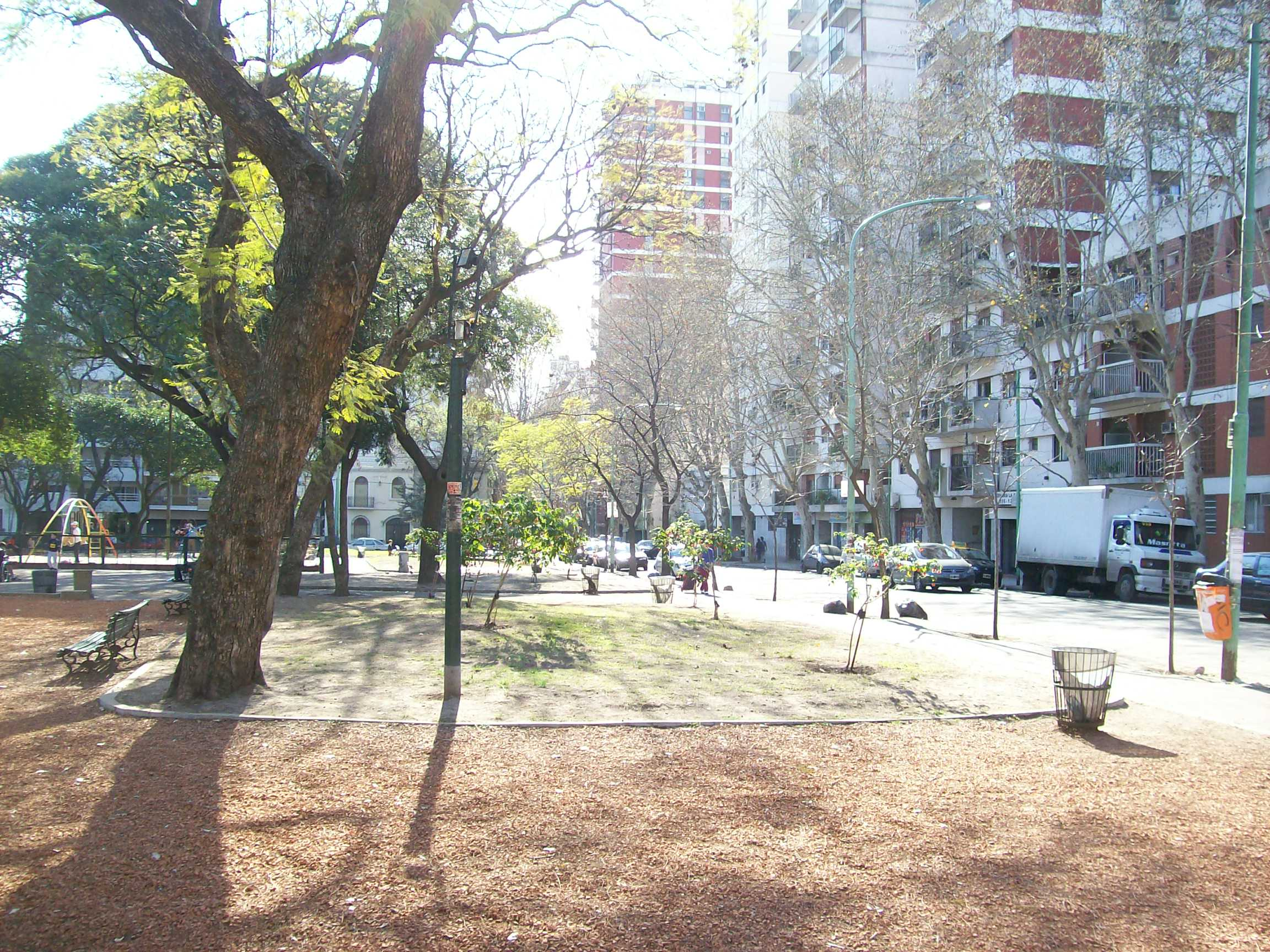
Plaza Juan José Paso
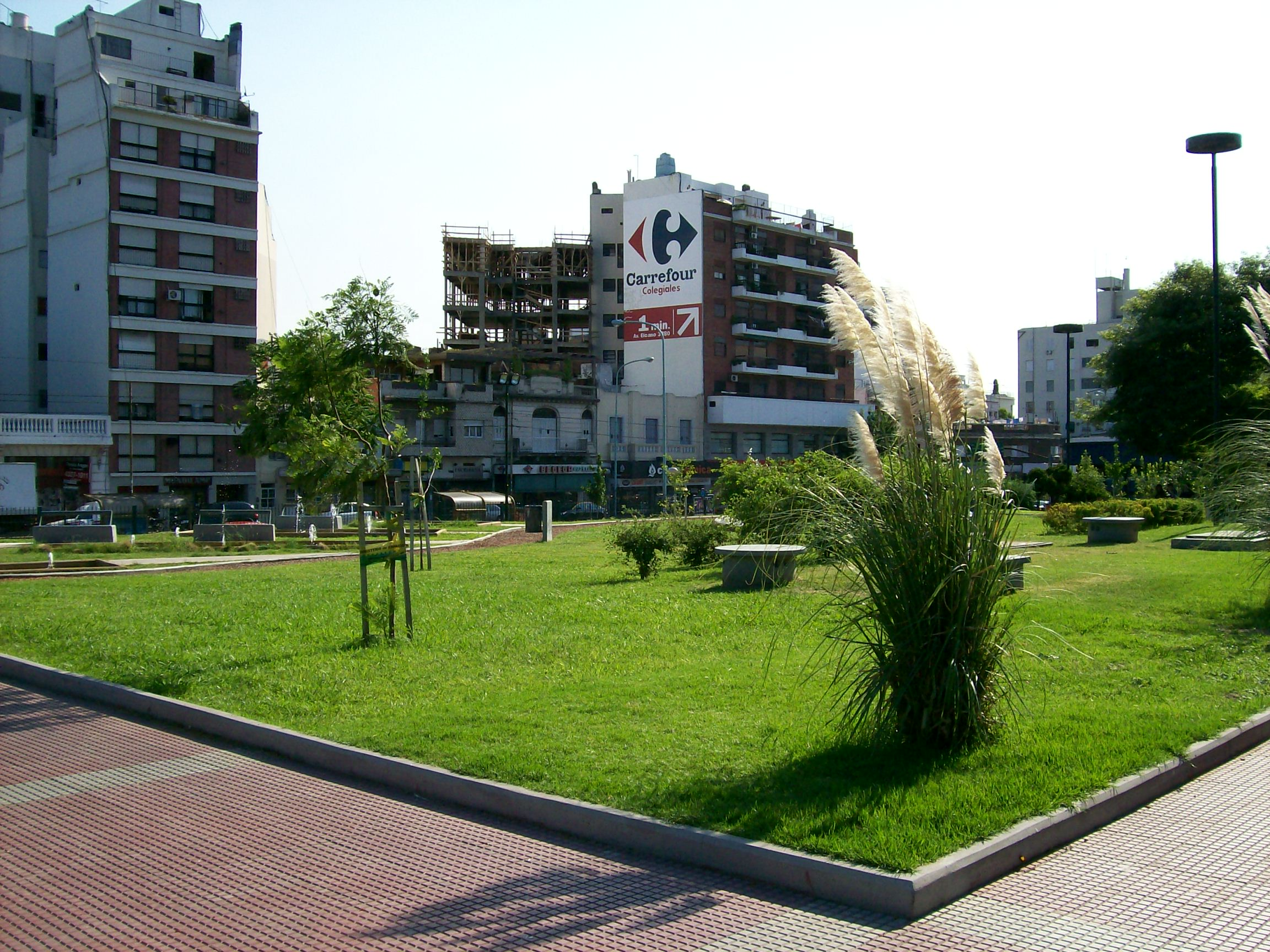
Plaza San Miguel de Garicoits
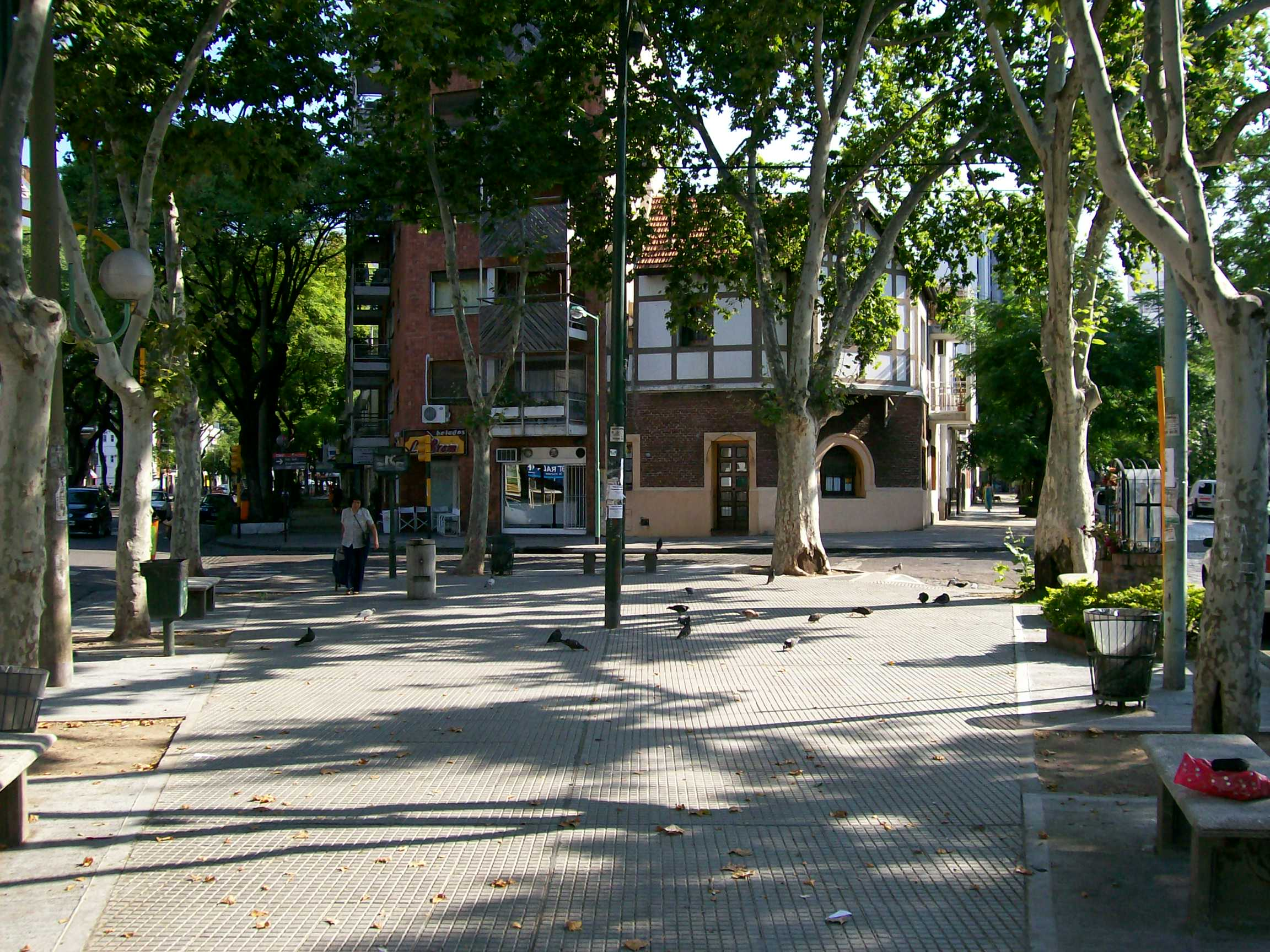
Plazoleta Ernesto Padilla
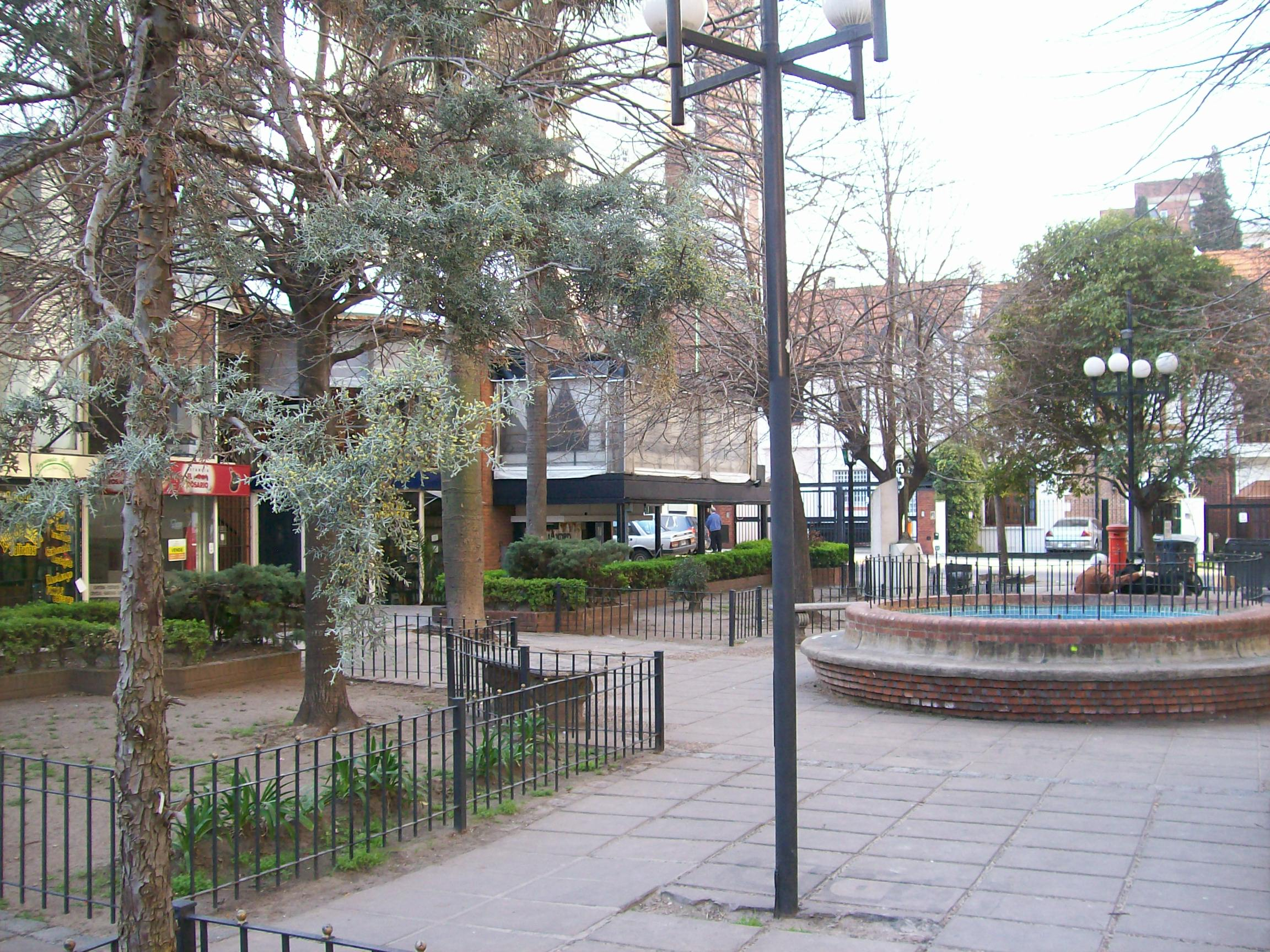
Plazoleta Zárraga
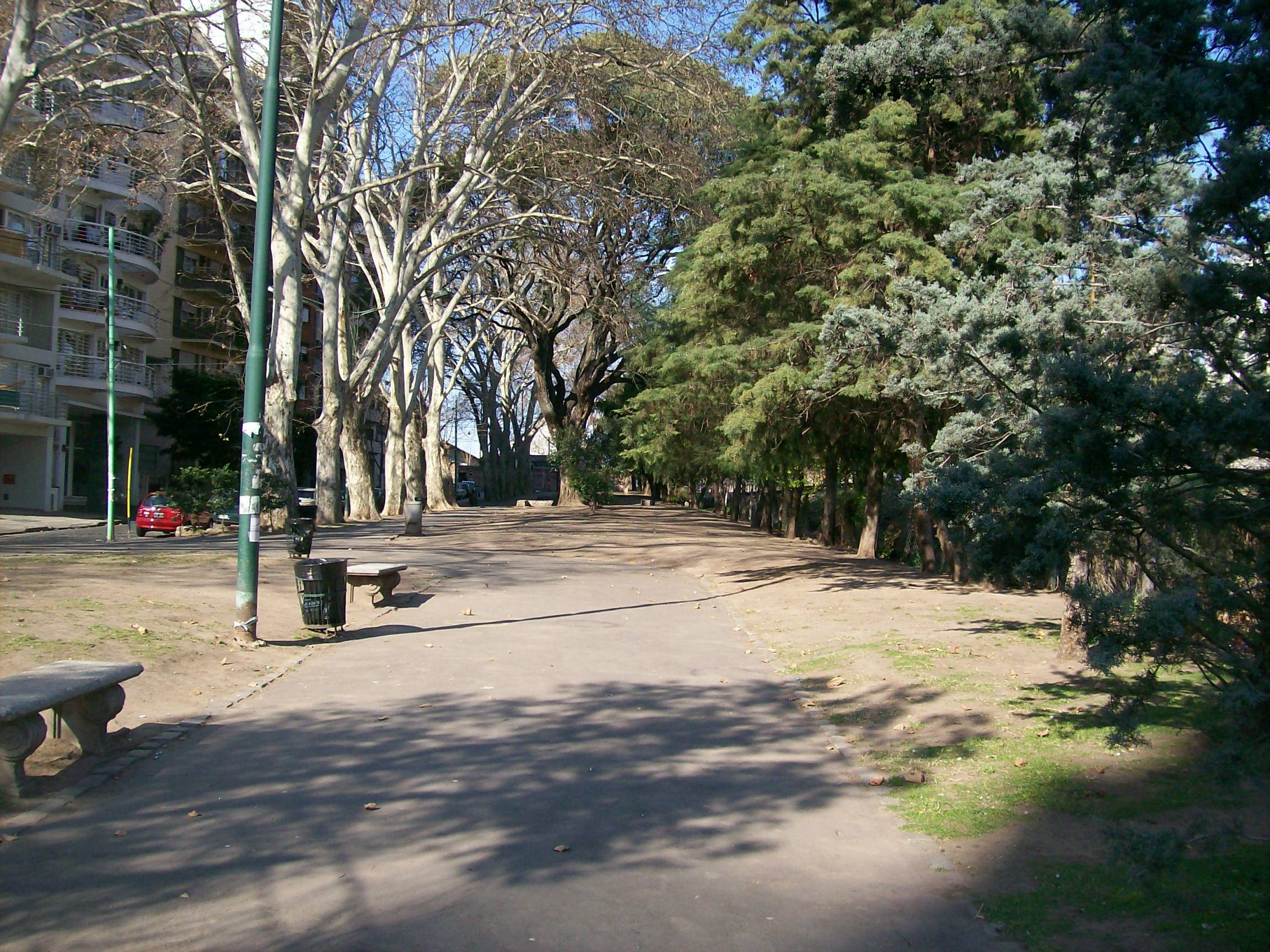
Plazoleta Portugal
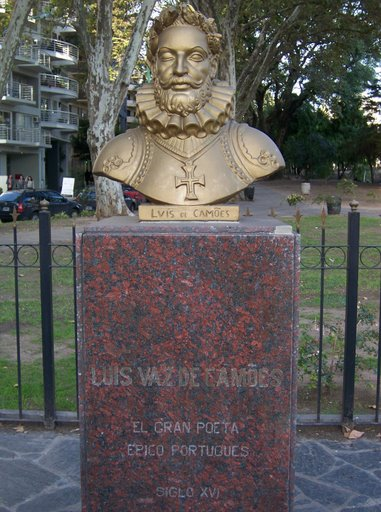
Busto de Luís Vaz de Camões en la plazoleta Portugal
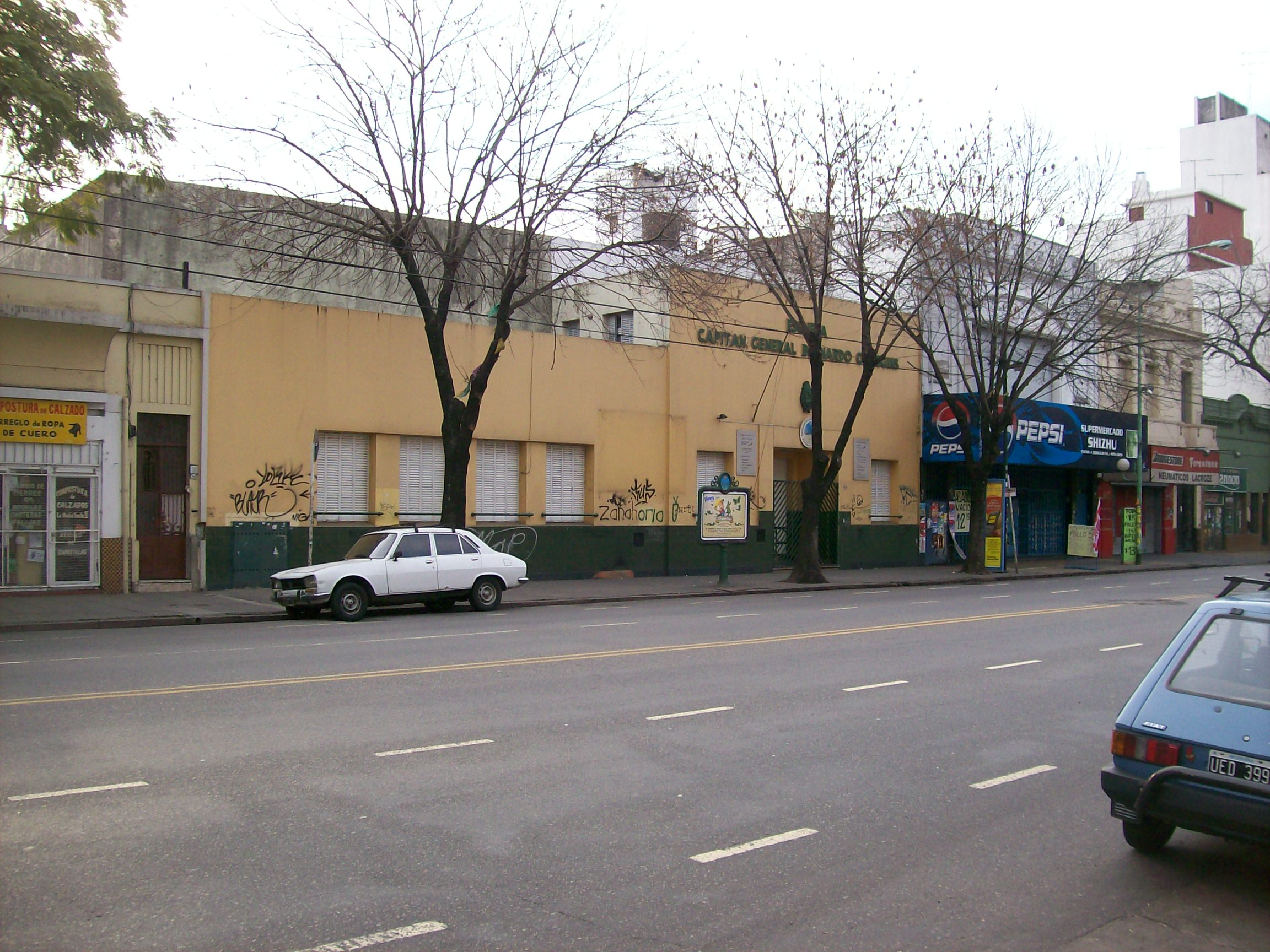
Escuela primaria Bernardo O'Higgins
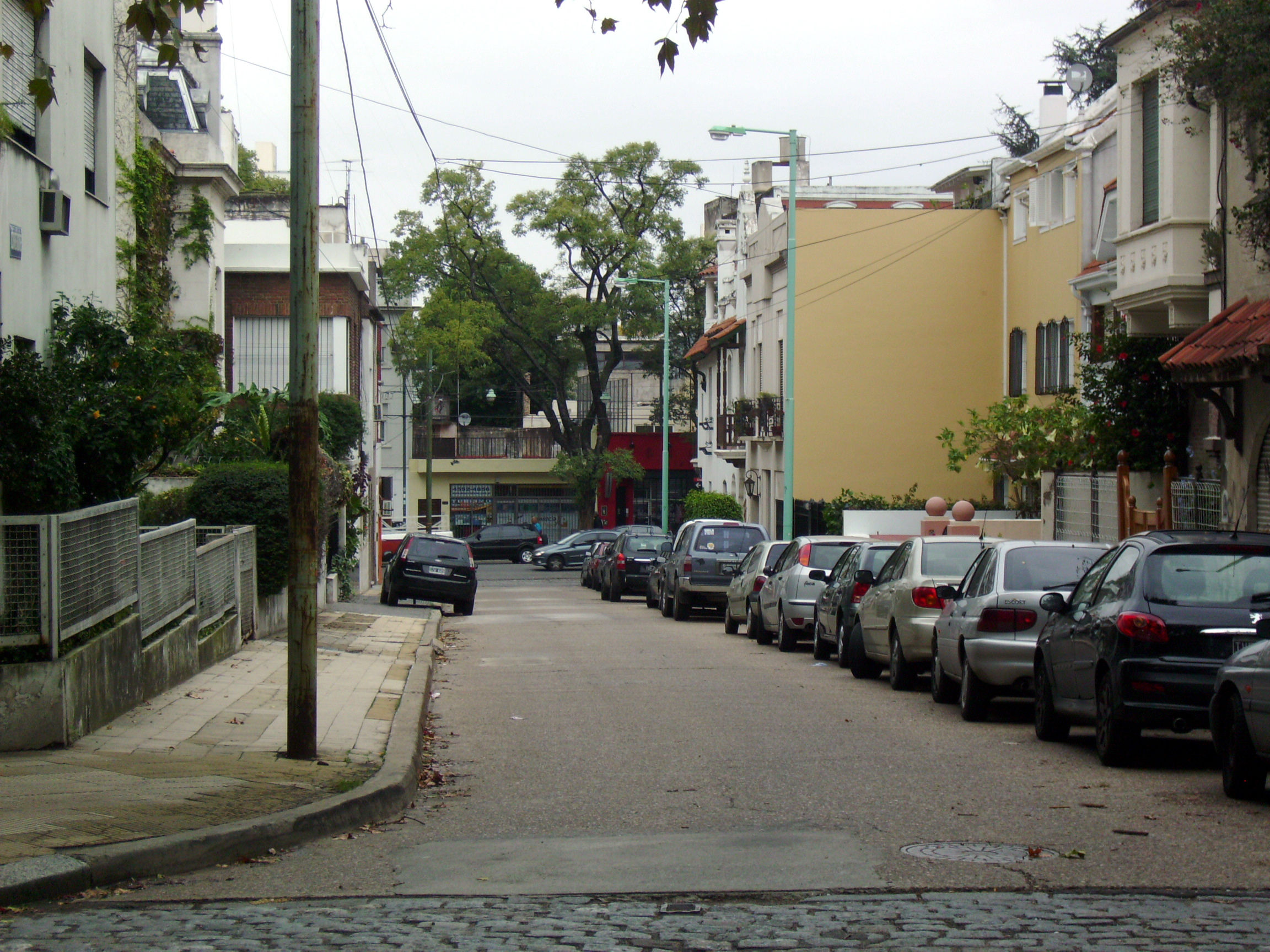
Pasaje Corregidores